# بردبر
بردبر، روستایی در دهستان خانمیرزا بخش مرکزی شهرستان خانمیرزا نزدیک شهرستان لردگان در استان چهارمحال و بختیاری ایران است.

## جمعیت

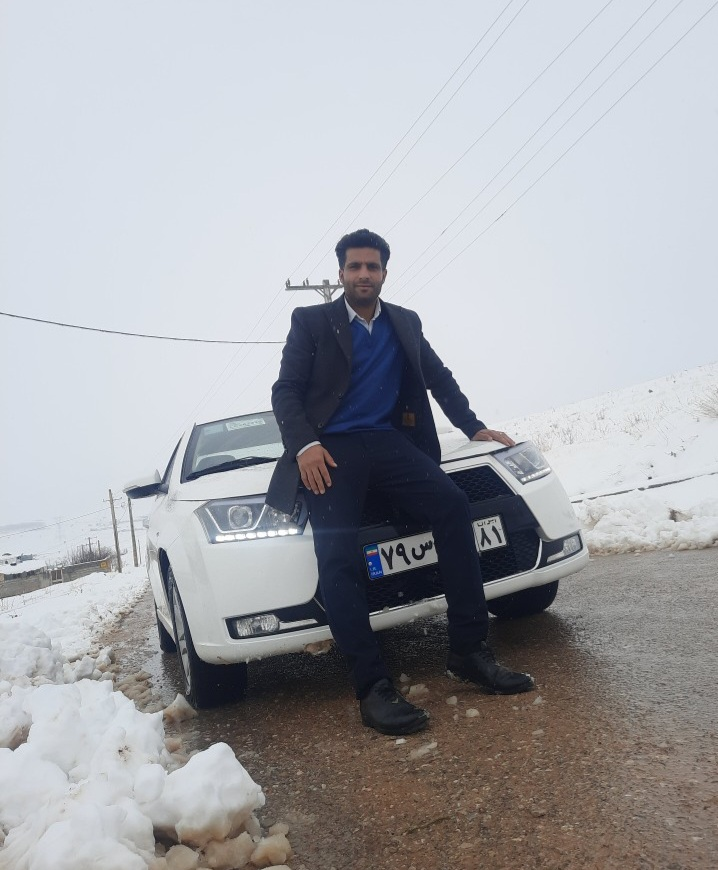

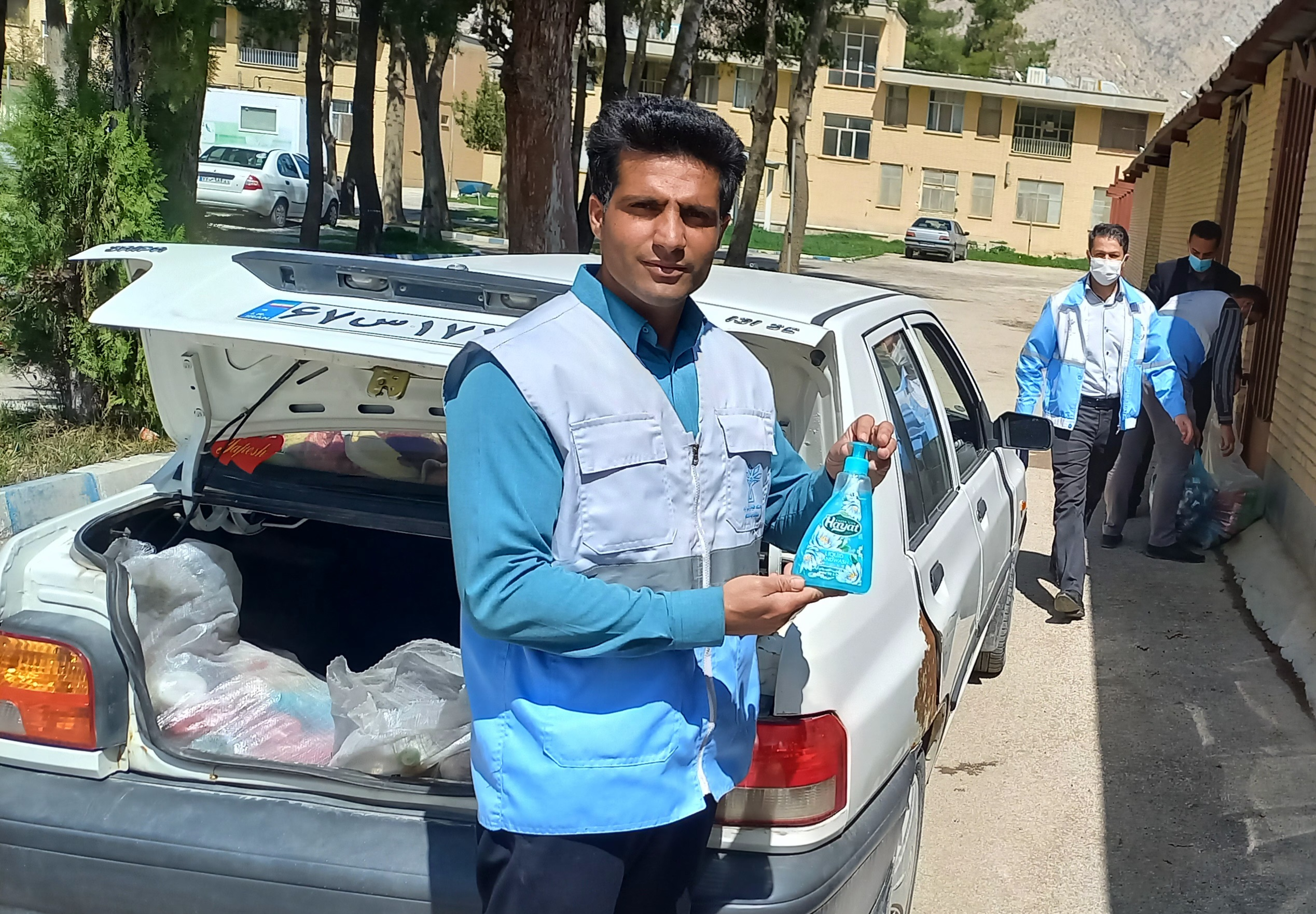
لردگان

بر پایه سرشماری عمومی نفوس و مسکن در سال ۱۳۹۵، جمعیت این روستا برابر با ۲٬۶۹۶ نفر (۷۵۴ خانوار) بوده‌است.
==تصویری از اهالی روستای بردبر==
_
حسین محمدی بردبری
https://www.aparat.com/v/smIae
بازی جوانان بردبر